# Nikolaus Schmidt-Küntzel
Nikolaus Schmidt-Küntzel (* 20. Januar 1606 in Rothenacker; † 26. Juni 1671) war ein deutscher Landwirt. Er wurde der gelehrte Bauer genannt, weil er sich selbst 15 Sprachen beibrachte, eine erstaunliche Allgemeinbildung hatte und neben seiner landwirtschaftlichen Tätigkeit Kalender veröffentlichte.

## Leben und Wirken

### Kindheit und Jugendzeit
Nikolaus Schmidt-Küntzel war Sohn des Bauern Johann Martin Schmidt und seiner Gattin Katharina, geb. Kändler. Er wuchs auf in Rothenacker an der Dorfstraße, die nach Mißlareuth führt, in einem Bauernhof mit einem Fachwerkhaus. Der Hof war mit Wirtschaftsgebäuden umgeben. Das Dorf Rothenacker war damals auch schon ein Grenzdorf zu Sachsen. Die Bauernfamilie Schmidt soll begütert gewesen sein. Den Beinamen Künzel erhielt der Sohn vom Großvater. Trotz geordneter familiärer bäuerlicher Verhältnisse wuchs der Junge bis zum 16. Lebensjahr ohne Schulbildung auf. Er war eben ein Landjunge in einem Dorf ohne Schule, besonders Hütejunge, wie es damals oft üblich war. Er lernte weder lesen noch schreiben, obwohl sein Onkel Kändler Schreiber war. Als er 16 Jahre alt war, stellte der Vater einen jungen Knecht ein, der lesen und schreiben konnte.

### Der Autodidakt
Vom ABC-Buch des genannten Jungknechts lernte er das Lesen und Schreiben sehr schnell, weil er eine gute Auffassungsgabe besaß. Er lernte die lateinische Hand- und Druckschrift und auch die Sprache, weil sie in der Kirche als Amtssprache genutzt wurde. Auch der Onkel Kändler stand ihm nun zur Seite. Der Schullehrer aus Mißlareuth schenkte Nikolaus einen Katechismus in deutscher, lateinischer, griechischer und hebräischer Sprache. Das war nun für den genialen Kopf der Grund, auch Griechisch und Hebräisch zu lernen. Das führte so weit, dass er im Laufe der Zeit 15 Sprachen beherrschte.
Es sind die weiteren Sprachen:
- Chaldäisch
- Syrisch
- Arabisch
- Äthiopisch
- Abessinisch
- Indisch
- Armenisch
- Ägyptisch
- Persisch
- Türkisch

Schmidt besorgte sich im Laufe der Zeit auf Messen in Hof und Leipzig sowie im Buchhandel, bei Lehrern und Pastoren entsprechende Literatur zur Vertiefung des erlernten Wissens. Der vogtländische Adlige Christoph von Waldenroth unterstützte ihn und ließ ihn in seine Bibliothek. Er ging auch in öffentliche königliche Bibliotheken nach Dresden und in die fürstliche nach Schleiz. 
Überliefert sind auch seine außergewöhnlichen Kenntnisse in Geografie, Musik, „Arzney-Kunde“, „Wetter-Kunde“, „Stern-Kunde“ und in der für einen damaligen Kalendermacher selbstverständlichen Astrologie.

### Ergebnis seines Wissens und Könnens
Deutsche Gelehrte und Fürsten wurden auf Schmidt aufmerksam. Der Herzog von Sachsen-Weimar wollte den 27 Jahre alten Könner einstellen. 1645 sollte er vom Kurfürsten Johann Georg I. nach Dresden berufen werden. 1653 veröffentlichte er den Schmidt-Küntzel’schen Schreibkalender, der bis in das 18. Jahrhundert gedruckt wurde. Mit den Erlösen des Kalenders konnte er seine Bauernwirtschaft wieder stabilisieren.

### Privatleben
Im Jahre 1637 starb sein Vater. Er ehelichte Elisabeth Schmidt aus Rothenacker und übernahm die väterliche Wirtschaft. Seine Frau gebar neun Kinder, davon fünf Söhne. Im Dreißigjährigen Krieg wurde 1643 sein Hof geplündert und die stattliche Bibliothek verbrannt. Nach 1661 erkrankte er und war zehn Jahre bettlägerig.

## Rezeption
- In der DDR hat eine LPG seinen Namen getragen. Heute trägt die Güterverwaltung Nikolaus Schmidt AG, Tanna – Standort Rothenacker diesen Namen.[2]
- Schmidt-Küntzels Wohnhaus ist heute ein Museum.[3]